# La Bastide-sur-l'Hers
La Bastide-sur-l'Hers é uma comuna francesa na região administrativa de Occitânia, no departamento de Ariège.